# 劳默斯海姆
劳默斯海姆是德国莱茵兰-普法尔茨州的一个市镇。总面积4.86平方公里，总人口876人，其中男性441人，女性435人（2011年12月31日），人口密度180人/平方公里。